# Itaipé
Itaipé là một đô thị thuộc bang Minas Gerais, Brasil. Đô thị này có diện tích 482,931 km², dân số năm 2007 là 11497 người, mật độ 23,8 người/km².